# University of Professional Studies
De University of Professional Studies (ook wel: University Professional Studies, Accra, afgekort: UPSA) is een instelling voor hoger onderwijs in Ghana. De campus bevindt zich net buiten de hoofdstad Accra, in de plaats Legon. De universiteit begon in 1965 als private onderwijsinstelling, maar werd in 1978 eigendom van de staat en is sinds 2008 een openbare onafhankelijke universiteit. De University of Professional Studies geeft academische graden uit, maar biedt ook trainingen aan in het hoger beroepsonderwijs. De studies die worden aangeboden, zijn met name te vinden in de hoek van boekhouden, financiën en management. De UPSA staat onder dagelijkse leiding van vice-rector Prof. Joshua Alabi.
De universiteit is lid van de Vereniging van Universiteiten van het Gemenebest, de Vereniging van Afrikaanse Universiteiten en de Internationale Vereniging van Universiteiten.

## Geschiedenis
De University of Professional Studies werd in 1965 opgericht als privé-instelling voor onderwijs in bedrijfskunde. In 1978 nam de overheid de instelling over en hernoemde het tot Institute of Professional Studies (IPS). Vanaf 1999 mocht het instituut de wetenschappelijke opleidingen boekhoudkunde en management aanbieden. Sindsdien heeft het IPS een belangrijke bijdrage geleverd aan het boekhouden en management, en het onderwijs daarin, in Ghana. Vanaf 2005 kreeg het IPS toestemming van de overheid om ook bachelorstudies aan de bieden. In september 2008 werd het instituut na presidentieel een volwaardige universiteit, hoewel de naam ongewijzigd bleef. Pas vanaf 2012 draagt de universiteit officieel de naam University of Professional Studies.

## Organisatie

### Faculteiten
De universiteit heeft drie faculteiten:
- Faculteit Boekhoudkunde en Financiën[6]
- Faculteit Management[7]
- Faculteit Communicatiestudies[8]

### Schools en Instituten
Ook is er een aantal schools en instituten te vinden:
- Institute for Professional Studies
- School for Graduate Studies
- Weekend School
- Evening School
- Distance Learning School

## Campus
De campus van de universiteit ligt in het noorden van Accra, zeer dicht in de buurt bij onder andere de Universiteit van Ghana, het Accra Training College en de Presbyterian middelbare jongensschool. Op de campus zijn onder andere sportfaciliteiten voor studenten, een bibliotheek, een moskee, een bank en een markt te vinden.